# Инна, Пинна и Римма
И́нна, Пи́нна и Ри́мма (др.-греч. Ἰννᾶς, Πιννᾶς καὶ Ριμμᾶς) — христианские святые II века, почитаемые в лике мучеников. Память в Православной церкви совершается 2 февраля (20 января) и 3 июля (20 июня) (перенесение мощей). В католическом мартирологе имён этих святых нет. В дальнейшем их имена из-за окончания «а» ошибочно стали считать женскими (Инна, Пинна и Римма) и брали из святцев для наречения девочек.

## Жизнеописание
Согласно житию, святые Римма, Инна и Пинна были учениками апостола Андрея Первозванного и вели христианскую проповедь на своей родине в Скифии. За это они были схвачены местным правителем, который потребовал от них принести жертвы языческим богам. Святые отказались.

Тогда стояла жестокая зима; реки скреплены были морозом так, что по льду ходили не только люди, но и кони и возки. Князь приказал поставить в лёд большие брёвна, как целые деревья, и привязать к ним святых. Итак, когда вода взволновалась, и лёд постепенно умножался, так что дошёл до шеи святых, они, измученные страшною стужею, предали Господу блаженные свои души.
— Димитрий Ростовский. Память святых мучеников Инны, Пинны и Риммы
Местные христиане похоронили останки мучеников, а затем, по преданию, спустя 7 лет после своей смерти святые, явившись во сне епископу, повелели перенести их тела в порт Алиск («сухое пристанище»).

## Анализ источников
Жизнеописание мучеников сохранилось только в форме эпитомы XI века, представляющей выписку из не сохранившегося «Мученичества» святых, относимого ко второй половине IV века. Сказания о мучениках известны и по византийским синаксарям X—XIII веков. Эпитома называет мучеников родом «из северной варварской страны», а местом их смерти — Готию (в Минологии Василия II использовано архаичное название Скифия). Поскольку христианство среди готов начало распространяться только в IV веке, и его серединой датируют борьбу язычников и христиан, происходившую у готских племён за Дунаем. По этой причине связь Инны, Пинны и Риммы с апостолом Андреем Первозванным является анахронизмом.
Филарет (Гумилевский) отождествлял Инну, Пинну и Римму с мучениками Фирсом, Кириаком и Геллиником, чья память 20 января приводится в Мартирологе Иеронима Стридорнского. По его мнению, они приняли мученическую смерть в городе Новый Дунаец (современный город Исакча в Румынии) и имели славянское происхождение. Однако мнение митрополита Филарета считается необоснованным, так как известно, что мученик Кириак пострадал в Никомидии, а мученики Фирс и Геллиник — в Вифинии.
По мнению Евгения Голубинского, мученики пострадали в Крыму, а город Алиск, куда перенесли их мощи, он отождествляет с современной Алуштой.